# Заднее Поле (Владимирская область)
Заднее Поле — деревня в Петушинском районе Владимирской области России, входит в состав Нагорного сельского поселения.

## География
Деревня расположена в 8 км на запад от города Покров и в 27 км на запад от райцентра города Петушки.

## История
В 400 метрах на юг от деревни на левом берегу реки Киржач располагалось древнерусское селище XI—XIII веков. По данным археолога М. П. Шахматовой (Зиминой) от 1957 года, на пашне найдены обломки древнерусской гончарной посуды. 
По данным на 1860 год деревня принадлежит княгине Варваре Юрьевне Трубецкой.
В конце XIX — начале XX века деревня входила в состав Покров-Слободской волости Покровского уезда, с 1921 года — в составе Покровской волости Орехово-Зуевского уезда Московской губернии. В 1859 году в деревне числилось 37 дворов, в 1905 году — 46 дворов, в 1926 году — 68 дворов.
С 1929 года деревня входила в состав Киржачского сельсовета Орехово-Зуевского района Московской области, с 1944 года — в составе Петушинского района Владимирской области, с 1945 года — в составе Покровского района, с 1959 года — в составе Ивановского сельсовета, с 1960 года — в составе Петушинского района, с 1967 года — в составе Нагорного сельсовета, с 2005 года — в составе Нагорного сельского поселения.

## Население
| 1859 | 1905 | 1926 | 2002 | 2010 | 2021 |
| ---- | ---- | ---- | ---- | ---- | ---- |
| 256  | ↗258 | ↗261 | ↘31  | ↘29  | ↘21  |